# Узей-Тукля
Узе́й-Тукля́ (рос. Узей-Тукля) — присілок у складі Увинського району Удмуртії, Росія.

## Населення
Населення — 750 осіб (2010; 624 в 2002).
Національний склад станом на 2002 рік:
- удмурти — 80 %

## Господарство
У присілку діє Узей-Туклинський будинок ремесел, в якому працюють майстри з різьблення по дереву. Їхні роботи беруть участь у різноманітних фестивалях та виставках і отримують призові місця. На IV Міжрегіональному та водночас XI республіканському фестивалі паркової скульптури, який проходив 25-30 червня 2012 року у селищі Кез, їхня робота «Слідами древніх легенд: Про річку Каму» отримала перше місце.

## Урбаноніми[5]
- вулиці — Будівників, Зелена, Лісова, Лучна, Молодіжна, Нагірна, Післегіна, Польова, Праці, Садова, Удмуртська, Центральна, Червона